# Grant Oscar Gale
Grant Oscar Gale (29 de dezembro de 1903 – 14 de abril de 1998) foi um físico estadunidense. Foi professor da cátedra S.S. Williston de física do Grinnell College em Grinnell, Iowa, curador do Grinnell's Physics Historical Museum, sendo o Grant O. Gale Observatory no câmpus de Grinnell denominado em sua homenagem.
Quando aluno de graduação na Universidade do Wisconsin-Madison Gale foi colega de John Bardeen, com quem manteve-se em contato durante muitos anos. 
Após a graduação em 1928 Gale recebeu uma oferta para ser instrutor de física no Grinnell College, tornando-se depois professor de física. Até sua morte em 1998 colecionou equipamentos científicos que se tornaram obsoletos, e manteve uma série de exposições, o que forma atualmente a grande parte do Grinnell's Physics Historical Museum.
Gale adquiriu de Bardeen versões iniciais do transistor. Um dos seus alunos de maior destaque foi Robert Noyce, co-inventor do circuito integrado e fundador da Intel Corporation. Enquanto Noyce foi seu aluno em Grinnell:

Gale manteve-se em contato com Bardeen e seu trabalho, e obteve dois transistores em 1948 enquanto Robert Noyce era aluno de graduação. Noyce trabalhou com Gale no transistor e foi assim dentre os primeiros a identificar seus potenciais ilimitados.

A orientação que Gale deu a Noyce foi também instrumental em protegê-lo de atos de indisciplina, quando Noyce roubou um porco de um fazendeiro na proximidade (que também era o prefeito da cidade) e então o abateu em Clark Hall para uma festa do colégio. A brincadeira teria resultado em sua expulsão e prisão, pois o roubo de animais era um delito grave em Iowa, se não fosse a intervenção de Gale.
O grande relógio de sol "Alpha and Omega" localizado próximo ao Noyce Science Center no câmpus do Grinnell College é denominado em memória da mulher de Gale, Harriet M. Gale.